# Ophiacantha pectinula
Ophiacantha pectinula är en ormstjärneart som beskrevs av Addison Emery Verrill 1899. Ophiacantha pectinula ingår i släktet Ophiacantha och familjen knotterormstjärnor. Inga underarter finns listade i Catalogue of Life.